# Metal Gear Solid 3: Snake Eater
Metal Gear Solid 3: Snake Eater (яп. メタルギアソリッド3 スネーク・イーター) — третя гра в серії MGS, створена під керівництвом Хідео Коджіми. Видана в 2004 році компанією Konami на PlayStation 2. Є приквелом до першої Metal Gear. Сюжет згодом був продовжений ще чотирма іграми: Metal Gear Solid: Portable Ops, Metal Gear Solid: Peace Walker, Metal Gear Solid V: Ground Zeroes и Metal Gear Solid V: The Phantom Pain.
Місцем дії гри є Радянський Союз часів Холодної війни. Головний герой — Нейкед Снейк (англ. Naked Snake пізніше відомий як Біг Бос (англ. Big Boss оперативник загону FOX, якому було доручено звільнити радянського вченого і знищити експериментальну суперзброю. На відміну від попередніх ігор, де основним місцем дії були переважно будівлі та споруди, дія Snake Eater розгортається в лісі. Хоча сетинґ і змінився, ключовим елементом гри як і раніше є шпигунство на ворожій території, також в грі знову зустрічається звернення героїв безпосередньо до гравця. Розкриття історії гри Snake Eater відбувається через внутрішньоігрові сцени і радіопереговори.
Гра Metal Gear Solid 3: Snake Eater була позитивно прийнята як гравцями, так і критиками. Продажі склали близько 3,96 мільйона копій по всьому світу. На тематичних сайтах Game Rankings і Metacritic гра була оцінена в 91 %. Оглядачі хвалили гру за цікавий ігровий процес, опрацьованих персонажів, сюжет і внутріігрового відео. Критики зазнали система огляду, названа рецензентами IGN і GameSpy застарілою і складне управління головним героєм.

## Синопсис

### Місце дії
Події Snake Eater відбуваються в альтернативній версії історії, у період Холодної війни 1960-х років. Сюжет гри є приквелом до всієї серії Metal Gear, досліджуючи витоки кількох подій, висвітлених у попередніх іграх, а також виступає першим хронологічним розділом загальної історії, що розповідає про Біг Боса.

### Персонажі
Головний герой гри — Нейкед Снейк, в наступних іграх відомий як Біг Бос, колишній зелений берет і оперативник ЦРУ. Під час місії підтримку головному герою порадами і підказками надають:
- Майор Зеро, колишній член британського спецназу
- Пара-Медик, фахівець в області медицини,
- Сіджінт — експерт по зброї
- Бос — колишня наставниця Снейка

Вони також надають герою підтримку щодо флори і фауни, а також екіпірування та озброєння.
Двома головними антагоністами в грі є полковник ГРУ Євген Волгін (озвучений Кендзі Уцумі і Нілом Россом), який бажає повалення генерального секретаря ЦК КПРС Микити Хрущова і Бос, колишня наставниця Снейка. У підрозділ «Кобра», який очолює Бос, входять:
- Енд (англ. The End) — майстерний снайпер, який вважається «батьком сучасної снайперської стрільби»[19] Поява персонажа удостоїлося 15-го місця в списку «Топ-100 ігрових моментів» за версією ресурсу IGN[20].
- Фір (англ. The Fear — володіє надлюдською гнучкістю і спритністю.
- Ф'юрі (англ. The Fury) — колишній космонавт, озброєний вогнеметом і реактивним ранцем[18].
- Пейн (англ. The Pain) — який контролює шершнів, які він використовує для самозахисту і атаки ворога.
- Сорроу (англ. The Sorrow) — душа померлого медіума[21].

До решти персонажам відносяться:
- Микола Соколов, радянський вчений в області ядерної зброї. Його звільнення є метою Снейка.
- Єва, агент КДБ, послана допомогти Снейку, який згодом закохується в неї.
- Оцелот, командир елітного загону ГРУ «Оцелот»[22], підлеглий Волгіна.

У сюжеті зустрічаються і гумористичні посилання до ранніх ігор. Наприклад, зовнішність майора Райкова є пародією на жінкоподібний зовнішній вигляд протагоніста гри Metal Gear Solid 2: Sons of Liberty Райдена, а серед охоронців в'язниці зустрічається дід невмілого солдата Джонні Сасакі з попередніх ігор.

### Сюжет
Дія гри розгортається в серпні 1964 року. Навколо будівництва Радянським Союзом гігантського танка «Шагоход», здатного стріляти ядерними ракетами з будь-якої місцевості. Крім США в даний конфлікт втягнуті ще кілька держав. Завдання головного героя, який отримав кодове ім'я Нейкед Снейк — відновити баланс сил і запобігти ескалації конфлікту, що загрожує перерости в Третю світову війну. Головний герой вирушає на територію Целіноярська, де міститься радянський учений Соколов.

#### Місія «Доброчесність»
Агент ЦРУ Нейкед Снейк посланий в ліси Целіноярська в СРСР. Його завдання — звільнити вченого Соколова, який таємно займається розробкою просунутої зброї. Снейк успішно справляється із завданням, проте Бос зраджує його і переходить на сторону полковника Волгіна, взявши з собою дві ядерні боєголовки типу Davy Crockett. Соколова беруть в полон члени загону «Кобра», Снейк отримує важку рану в сутичці з Бос, а Волгін зі своїми підрозділами йде. Щоб приховати викрадення вченого, полковник пускає в хід одну з ядерних боєголовок. У відповідь на застереження Оцелота він говорить, що в разі необхідності, звинуватить в тому, що трапилося Бос.

#### Операція «Пожирач змій»
Радянська сторона засікає військовий літак США, який прилетів евакуювати Снейка і Радянський Союз офіційно заявляє, що саме Сполучені Штати відповідальні за ядерну атаку. Дві нації виявляються на межі ядерної війни. На таємних переговорах між Ліндоном Джонсоном і Микитою Хрущовим укладається угода про спробу США довести свою непричетність і відновити мир. Штати погоджуються зупинити зрадницьку групу Волгіна, знищити викрадену зброю та усунути Бос, що зрадила американський бік.
Через тиждень після завершення попереднього завдання Снейка знову посилають на радянську територію в рамках операції «Пожирач змій», де йому належить виконати обіцянки США перед радянською стороною. Під час цієї місії він отримує підтримку від колишнього агента АНБ Єви, яка кілька років до того бігла в Радянський Союз. Після численних зіткнень з загоном «Оцелот» і знищення майже всіх членів загону «Кобра» Снейк успішно виявляє місцезнаходження Соколова і викраденої зброї, але його беруть в полон і ув'язнюють в військову фортецю Волгіна «Грозний Град». Ставши свідком того, як Волгін до смерті побив Соколова, Снейк рятує Єву від кулі Оцелота, але втрачає око. Зрештою Снейку вдається втекти з полону.
Повернувшись в будівлю, щоб знищити «Шагоход», Снейк дізнається про угруповання «Філософів». Створена найбільш впливовими людьми з США, СРСР і Китаю, ця організація таємно тримала під контролем весь світ. Однак після закінчення Другої світової війни члени організації почали воювати один проти одного і організація розпалася. Грошові кошти організації («Спадщина»), спільно накопичені для фінансування воєн (близько 100 млрд доларів), були поділені і заховані в банках по всьому світу. Волгін незаконно привласнив собі ці гроші, а уряд США, як стає відомо Снейку, збирається їх повернути.
Снейк продовжує виконання місії і знищує фортецю і «Шагоход», а потім стикається з Волгіним. Полковник гине від удару блискавки, а Снейк і Єва відправляються до озера, де захований екраноплан. Але до того, як їм вдається втекти на ньому, Снейк вступає в бій з Бос, яку він згідно місії повинен вбити. Після напруженого бою Снейк долає свої почуття і вбиває її. Разом з Євою Снейк біжить на Аляску, вони разом проводять ніч. Потім Єва зникає, залишивши магнітофонний запис з визнанням в тому, що вона — китайський шпигун, послана, щоб вкрасти «Спадщину Філософів» для Китаю. Єва також повідомляє, що насправді Бос не переходила на бік Радянського Союзу — їй наказали вдавати зрадницею, щоб потрапити в оточення Волгіна і дізнатися про місцезнаходження «Спадщини», яку Америка збиралася дістати. Виконуючи свою місію, вона повинна була пожертвувати своїм добрим ім'ям, до кінця прикидаючись зрадником і загинути від рук Снейка, щоб довести непричетність США до влаштованої Волгіним ядерної атаки. За словами Єви, правду про цю операцію не впізнає ніхто. Бос увійде в історію, як зрадник і чудовисько, яке намагалося розв'язати ядерну війну.
Після закінчення всіх пояснень Снейк приходить до Білого Дому, де отримує титул «Біг Бос» і нагороджується Хрестом «За видатні заслуги» в присутності захопленої юрби. Снейк, деморалізований і приголомшений розповіддю Єви, бере свою медаль і відразу залишає церемонію, окинувши всіх присутніх презирливим поглядом. Пізніше він відвідує безіменну могилу, де лежить Бос, на Арлінгтонському національному цвинтарі. Він кладе на цю могилу автомат Бос і букет лілій, потім віддає честь. Біг Бос упускає одну єдину чоловічу скупу сльозу, в пам'ять про свого товариша.
Після фінальних титрів чути голос Оцелота, що розмовляє з керівником ЦРУ по телефону. Оцелот повідомляє, що вкрадений Євою мікрофільм був підробкою, і що половина Спадщини «Філософів» зараз в руках американців. З'ясовується, що Оцелот з самого початку був потрійним агентом. Він каже, що є тим самим Адамом, котрий працює на ЦРУ.

## Нагороди
З моменту випуску в 2004 році гра отримала безліч нагород. Серед найбільш помітних виділяються «Краща екшн-гра», «Кращий сценарій», «Кращий звук для PS2», від сайту IGN, а також «Краща гра 2004 року», «Кращий сюжет», «Кращі звукові ефекти» від Gamespot.
На конференції розробників ігор, що пройшла в серпні 2005 року, музична тема гри була удостоєна нагороди «Best Original Vocal Song — Pop» від Game Audio Network Guild. У тому ж році гра отримала приз «Best PS2 Game». Девід Хейтер був номінований на премію Academy of Interactive Arts and Sciences за «видатні успіхи в озвучуванні персонажа».